# جام یوفا ۷۲–۱۹۷۱
جام یوفا ۷۲–۱۹۷۱، نخستین فصل از جام یوفا، مسابقات فوتبال باشگاهی سطح دوم اروپا بود که اکنون با نام لیگ اروپا شناخته می‌شود و توسط یوفا سازماندهی می‌شود. این مسابقات ساختار و قالب اینتر-سیتیز فیرز کاپ را حفظ کرد که از سال ۱۹۵۵ تا ۱۹۷۱ برگزار می‌شد و مستقل از یوفا توسط یک کمیته سازماندهی متشکل از مدیران فیفا برگزار می‌شد. نخستین دوره این رقابتها با قهرمانی تاتنهام هاتسپر به پایان رسید.